# 아얌 퐁테
아얌 퐁테(말레이어: ayam pongteh)는 말레이시아의 닭고기 요리이다. 대표적인 프라나칸 요리이다.

## 만들기
절구에 빻은 셜롯과 마늘을 기름에 볶다가, 타우추를 넣고 함께 볶는다. 토막낸 닭고기와 껍질 벗긴 감자를 넣고 함께 볶다가 야자당, 노추, 물을 넣고 조린다.

## 같이 보기
- 찜닭